# See You Yesterday
See You Yesterday é um filme de ficção científica estadunidense de 2019 dirigido por Stefon Bristol e estrelado por Eden Duncan-Smith, Dante Crichlow e Astro. 

## Elenco
- Eden Duncan-Smith como C.J. Walker
- Danté Crichlow como Sebastian Thomas
- Brian "Stro" Bradley como Calvin Walker
- Marsha Stephanie Blake como Phaedra
- Johnathan Nieves como Eduardo
- Michael J. Fox como Mr. Lockhart
- Myra Lucretia Taylor como Gloria
- Wavyy Jonez como Dennis
- Rayshawn Richardson como Jared
- Khail Bryant como Tiffany
- Ejyp Johnson como Rosco

## Lançamento
Foi lançado em 17 de maio de 2019 pela Netflix.

## Recepção
No Rotten Tomatoes, o filme tem 95% de aprovação com base em 39 resenhas, com média ponderada de 7,34/10. O consenso dos críticos do site diz: "See You Yesterday combina uma premissa de ficção científica com relevância social urgente e cria algo novo e entusiasmado com união - fornecendo uma vitrine impressionante para a estrela Eden Duncan-Smith e o roteirista e diretor estreante Stefon Bristol". O Metacritic, que usa uma média ponderada, atribuiu uma pontuação de 74 de 100 com base em nove críticas, indicando "avaliações geralmente favoráveis".

## Prêmios e indicações
O filme foi indicado a dois prêmios no 35º Independent Spirit Awards, com Bristol e Bailey vencendo Melhor Roteiro de Estréia.